# Joseph Wajsblat
Joseph Wajsblat appelé Jo Wajsblat (né le 31 janvier 1929 à Łódź - mort le 18 juin 2014 dans le 16e arrondissement de Paris) est un juif polonais, déporté à l'âge de 15 ans à Auschwitz, survivant et témoin de la Shoah.

## Biographie
Joseph Wajsblat, appelé Jo Wajsblat, naît le 31 janvier 1929 à Łódź en Pologne.
Son père, orfèvre, veut faire de lui un rabbin, les Wajsblat vivent au rythme des fêtes religieuses.
Après l'invasion allemande de la Pologne, Joseph Wajsblat et sa famille sont confinés dans le ghetto à l'instar des autres Juifs de la ville. Ses parents y mourront ; ses frères et sa sœur seront déportés et gazés.
Joseph Wajsblat est déporté à Auschwitz à l'âge de 15 ans. Après avoir échappé à plusieurs sélections, il est envoyé à la chambre à gaz. Avec d'autres détenus, il en ressort, ainsi que 52 autres détenus, sur ordre du docteur Josef Mengele. Celui-ci n'a pas supporté qu'un autre SS prenne la décision d'un gazage sans l'en avertir. Fin 1944, il parvient à intégrer un commando de travail pour l'Allemagne et est libéré par les Américains le 2 mai 1945 au camp de concentration de Wöbbelin.
Il est le seul survivant de sa famille, il arrive en France et part, en 1948, pour le nouvel état d'Israël qui vient d'être proclamé, il revient ensuite en France où il travaille dans la confection.
Il épouse Rachel et a trois filles Claudine, Chantal et Nathalie.
Il contribue, comme témoin, à transmettre la mémoire de la Shoah,,.
Il meurt le 18 juin 2014 dans le 16e arrondissement de Paris et est inhumé le 20 juin au cimetière de Bagneux.
En 2018, sur Europe 1, Christophe Hondelatte raconte son histoire dans l'émission Christophe Hondelatte raconte.

## Publication
- Joseph Wajsblat et Gilles Lambert, Le témoin imprévu, J'ai lu, 2003